# Elisabetta Francesca d'Asburgo-Lorena
Elisabetta Francesca Maria d'Asburgo-Lorena (Buda, 17 gennaio 1831 – Vienna, 14 febbraio 1903) nata arciduchessa d'Austria e principessa d'Ungheria e Boemia.

## Famiglia d'origine
Suo padre era l'arciduca e conte palatino Giuseppe d'Asburgo-Lorena, figlio del granduca di Toscana Pietro Leopoldo (futuro imperatore Leopoldo II) e di Maria Ludovica di Borbone-Spagna, nata infanta di Spagna; sua madre era la duchessa Maria Dorotea di Württemberg, figlia del duca Ludovico Federico Alessandro di Württemberg e della principessa Enrichetta di Nassau-Weilburg. Elisabetta era quindi sorella maggiore della regina dei belgi Maria Enrichetta.

## Matrimoni

### Primo matrimonio
Elisabetta Francesca era una ragazza straordinariamente bella. Sposò, il 4 ottobre 1847, nella città di Vienna, l'arciduca Ferdinando Carlo Vittorio d'Asburgo-Este (1821-1849), figlio terzogenito del duca di Modena Francesco IV e della principessa Maria Beatrice di Savoia.
La coppia ebbe una figlia:
- Maria Teresa (1849-1919), sposò il duca Ludovico, futuro re Ludovico III di Baviera.

### Secondo matrimonio
Rimasta vedova del primo marito, Elisabetta venne presa in considerazione come possibile moglie per Francesco Giuseppe I d'Austria, ma la madre dell'imperatore, Sofia di Baviera si oppose fermamente ad un matrimonio con una vedova e, oltretutto, già madre.
Sposò, il 18 aprile 1854, a Vienna, l'arciduca nonché suo cugino di 1° grado Carlo Ferdinando d'Asburgo-Teschen, figlio dell'arciduca Carlo d'Asburgo-Teschen (fratello del padre) e della principessa Enrichetta di Nassau-Weilburg.
La coppia ebbe sei figli:
- Francesco Giuseppe (1855);
- Federico (1856-1936), sposò la principessa Isabella von Croy;
- Maria Cristina (1858-1929, sposò il re Alfonso XII di Spagna;
- Carlo Stefano (1860-1933), sposò l'arciduchessa Maria Teresa d'Asburgo-Toscana;
- Eugenio (1863-1954), generale feldmaresciallo e gran maestro dell'Ordine Teutonico;
- Maria Eleonora (1864).

Nel 1866, durante la guerra austro-prussiana, l'arciduchessa visitò regolarmente gli ospedali militari, per aiutare i soldati feriti.
Nel 1874 il suo secondo marito morì. Nel 1895, alla morte dell'arciduca Alberto, il figlio primogenito di Elisabetta Francesca ereditò il titolo, diventando l'uomo più ricco dell'impero.

## Morte
Morì il 14 febbraio 1903 a Vienna, all'età di 74 anni.

## Ascendenza
|                                             |                                    |                                         | Genitori                                       |  |  | Nonni |  |  | Bisnonni              |  |  | Trisnonni          |  |
|                                             |                                    |                                         |                                                |  |  |       |  |  | Francesco I di Lorena |  |  | Leopoldo di Lorena |  |
|                                             |                                    |                                         |                                                |  |  |       |  |  | Francesco I di Lorena |  |  | Leopoldo di Lorena |  |
|                                             |                                    | Elisabetta Carlotta di Borbone-Orléans  |                                                |  |  |       |  |  | Francesco I di Lorena |  |  |                    |  |
| Leopoldo II d'Asburgo-Lorena                |                                    |                                         |                                                |  |  |       |  |  | Francesco I di Lorena |  |  |                    |  |
|                                             |                                    | Maria Teresa d'Austria                  | Carlo VI d'Asburgo                             |  |  |       |  |  |                       |  |  |                    |  |
|                                             |                                    | Maria Teresa d'Austria                  | Carlo VI d'Asburgo                             |  |  |       |  |  |                       |  |  |                    |  |
|                                             |                                    | Maria Teresa d'Austria                  | Elisabetta Cristina di Brunswick-Wolfenbüttel  |  |  |       |  |  |                       |  |  |                    |  |
| Arciduca Giuseppe, Palatino d'Ungheria      |                                    | Maria Teresa d'Austria                  |                                                |  |  |       |  |  |                       |  |  |                    |  |
|                                             |                                    | Carlo III di Spagna                     | Filippo V di Spagna                            |  |  |       |  |  |                       |  |  |                    |  |
|                                             |                                    | Carlo III di Spagna                     | Filippo V di Spagna                            |  |  |       |  |  |                       |  |  |                    |  |
|                                             |                                    | Carlo III di Spagna                     | Elisabetta Farnese                             |  |  |       |  |  |                       |  |  |                    |  |
| Maria Ludovica di Borbone-Spagna            |                                    | Carlo III di Spagna                     |                                                |  |  |       |  |  |                       |  |  |                    |  |
|                                             |                                    | Maria Amalia di Sassonia                | Augusto III di Polonia                         |  |  |       |  |  |                       |  |  |                    |  |
|                                             |                                    | Maria Amalia di Sassonia                | Augusto III di Polonia                         |  |  |       |  |  |                       |  |  |                    |  |
|                                             |                                    | Maria Amalia di Sassonia                | Maria Giuseppa d'Austria                       |  |  |       |  |  |                       |  |  |                    |  |
| Arciduchessa Elisabetta Francesca d'Austria |                                    | Maria Amalia di Sassonia                |                                                |  |  |       |  |  |                       |  |  |                    |  |
|                                             | Federico II Eugenio di Württemberg | Carlo I Alessandro di Württemberg       |                                                |  |  |       |  |  |                       |  |  |                    |  |
|                                             | Federico II Eugenio di Württemberg | Carlo I Alessandro di Württemberg       |                                                |  |  |       |  |  |                       |  |  |                    |  |
|                                             | Federico II Eugenio di Württemberg | Maria Augusta di Thurn und Taxis        |                                                |  |  |       |  |  |                       |  |  |                    |  |
| Ludovico Federico Alessandro di Württemberg | Federico II Eugenio di Württemberg |                                         |                                                |  |  |       |  |  |                       |  |  |                    |  |
|                                             |                                    | Federica Dorotea di Brandeburgo-Schwedt | Federico Guglielmo di Brandeburgo-Schwedt      |  |  |       |  |  |                       |  |  |                    |  |
|                                             |                                    | Federica Dorotea di Brandeburgo-Schwedt | Federico Guglielmo di Brandeburgo-Schwedt      |  |  |       |  |  |                       |  |  |                    |  |
|                                             |                                    | Federica Dorotea di Brandeburgo-Schwedt | Sofia Dorotea di Prussia                       |  |  |       |  |  |                       |  |  |                    |  |
| Maria Dorotea di Württemberg                |                                    | Federica Dorotea di Brandeburgo-Schwedt |                                                |  |  |       |  |  |                       |  |  |                    |  |
|                                             |                                    | Carlo Cristiano di Nassau-Weilburg      | Carlo Augusto di Nassau-Weilburg               |  |  |       |  |  |                       |  |  |                    |  |
|                                             |                                    | Carlo Cristiano di Nassau-Weilburg      | Carlo Augusto di Nassau-Weilburg               |  |  |       |  |  |                       |  |  |                    |  |
|                                             |                                    | Carlo Cristiano di Nassau-Weilburg      | Augusta Federica Guglielmina di Nassau-Idstein |  |  |       |  |  |                       |  |  |                    |  |
| Enrichetta di Nassau-Weilburg               |                                    | Carlo Cristiano di Nassau-Weilburg      |                                                |  |  |       |  |  |                       |  |  |                    |  |
|                                             |                                    | Carolina d'Orange-Nassau                | Guglielmo IV, Principe d'Orange                |  |  |       |  |  |                       |  |  |                    |  |
|                                             |                                    | Carolina d'Orange-Nassau                | Guglielmo IV, Principe d'Orange                |  |  |       |  |  |                       |  |  |                    |  |
|                                             |                                    | Carolina d'Orange-Nassau                | Anna, Principessa Reale                        |  |  |       |  |  |                       |  |  |                    |  |
|                                             |                                    | Carolina d'Orange-Nassau                |                                                |  |  |       |  |  |                       |  |  |                    |  |